# Andriej Szewiel
Andriej Szewiel, ros. Андрей Шевель (ur. 7 lipca 1972 w Królewcu) – rosyjski wioślarz.

## Osiągnięcia
- Mistrzostwa świata – Tampere 1995 – dwójka podwójna wagi lekkiej – 18. miejsce[1].
- Igrzyska olimpijskie – Atlanta 1996 – czwórka bez sternika wagi lekkiej – 13. miejsce[1].
- Mistrzostwa Świata – Aiguebelette 1997 – czwórka bez sternika wagi lekkiej – 6. miejsce[1].
- Mistrzostwa świata – Kolonia 1998 – czwórka bez sternika wagi lekkiej – 12. miejsce[1].
- Mistrzostwa świata – St. Catharines 1999 – czwórka bez sternika wagi lekkiej – 8. miejsce[1].
- Igrzyska olimpijskie – Sydney 2000 – czwórka bez sternika wagi lekkiej – 10. miejsce[1].
- Mistrzostwa świata – Lucerna 2001 – dwójka podwójna wagi lekkiej – 10. miejsce[1].
- Mistrzostwa świata – Sewilla 2002 – dwójka podwójna wagi lekkiej – 8. miejsce[1].
- Mistrzostwa świata – Mediolan 2003 – dwójka podwójna wagi lekkiej – 17. miejsce[1].
- Mistrzostwa świata – Banyoles 2004 – dwójka bez sternika wagi lekkiej – 13. miejsce[1].
- Mistrzostwa świata – Gifu 2005 – dwójka bez sternika wagi lekkiej – 9. miejsce[1].
- Mistrzostwa świata – Eton 2006 – czwórka bez sternika wagi lekkiej – 4. miejsce[1].
- Mistrzostwa świata – Linz 2008 – jedynka wagi lekkiej – 18. miejsce[1].
- Mistrzostwa Europy – Montemor-o-Velho 2010 – dwójka podwójna wagi lekkiej – 15. miejsce[1].